# إيزابيل جيليناس
إيزابيل جيليناس (بالفرنسية: Isabelle Gélinas)‏ هي ممثلة فرنسية كندية ولدت في يوم 13 أكتوبر 1963 في مدينة مونتريال في كيبك في كندا، بدأت التمثيل في سنة 1986، ومثلت في أفلام جمع الشمل وبين الأصدقاء.

## وصلات خارجية
- إيزابيل جيليناس على موقع IMDb (الإنجليزية)
- إيزابيل جيليناس على موقع ألو سيني (الفرنسية)
- إيزابيل جيليناس على موقع أول موفي (الإنجليزية)
- إيزابيل جيليناس على موقع قاعدة بيانات الأفلام السويدية (السويدية)
- إيزابيل جيليناس على موقع قاعدة بيانات الفيلم (الإنجليزية)
- إيزابيل جيليناس على موقع كينوبويسك (الروسية)

- إيزابيل جيليناس على قاعدة بيانات الأفلام على الإنترنت